# West Milton
West Milton é uma vila localizada no estado norte-americano de Ohio, no Condado de Miami.

## Demografia
Segundo o censo norte-americano de 2000, a sua população era de 4645 habitantes.
Em 2006, foi estimada uma população de 4681, um aumento de 36 (0.8%).

## Geografia
De acordo com o United States Census Bureau tem uma área de
6,4 km², dos quais 6,3 km² cobertos por terra e 0,1 km² cobertos por água. West Milton localiza-se a aproximadamente 313 m acima do nível do mar.

## Localidades na vizinhança
O diagrama seguinte representa as localidades num raio de 8 km ao redor de West Milton.